# Prešnica
Prešnica je naselje v Občini Hrpelje  - Kozina. Sredi naselja stoji cerkev Sv. Jedrt. Vas se razteza pod pogorjem Slavnika, zato služi tudi kot eno izmed izhodišč za dostop na vrh (zložno in dobro označeno pešpot povprečen pohodnik prehodi v dveh urah). 
Izza naselja se nahaja železniško postajališče Prešnica.  